# 绍尔格鲁布
绍尔格鲁布是德国巴伐利亚州的一个市镇。总面积35.48平方公里，总人口1630人，其中男性819人，女性811人（2011年12月31日），人口密度46人/平方公里。